# Bessos

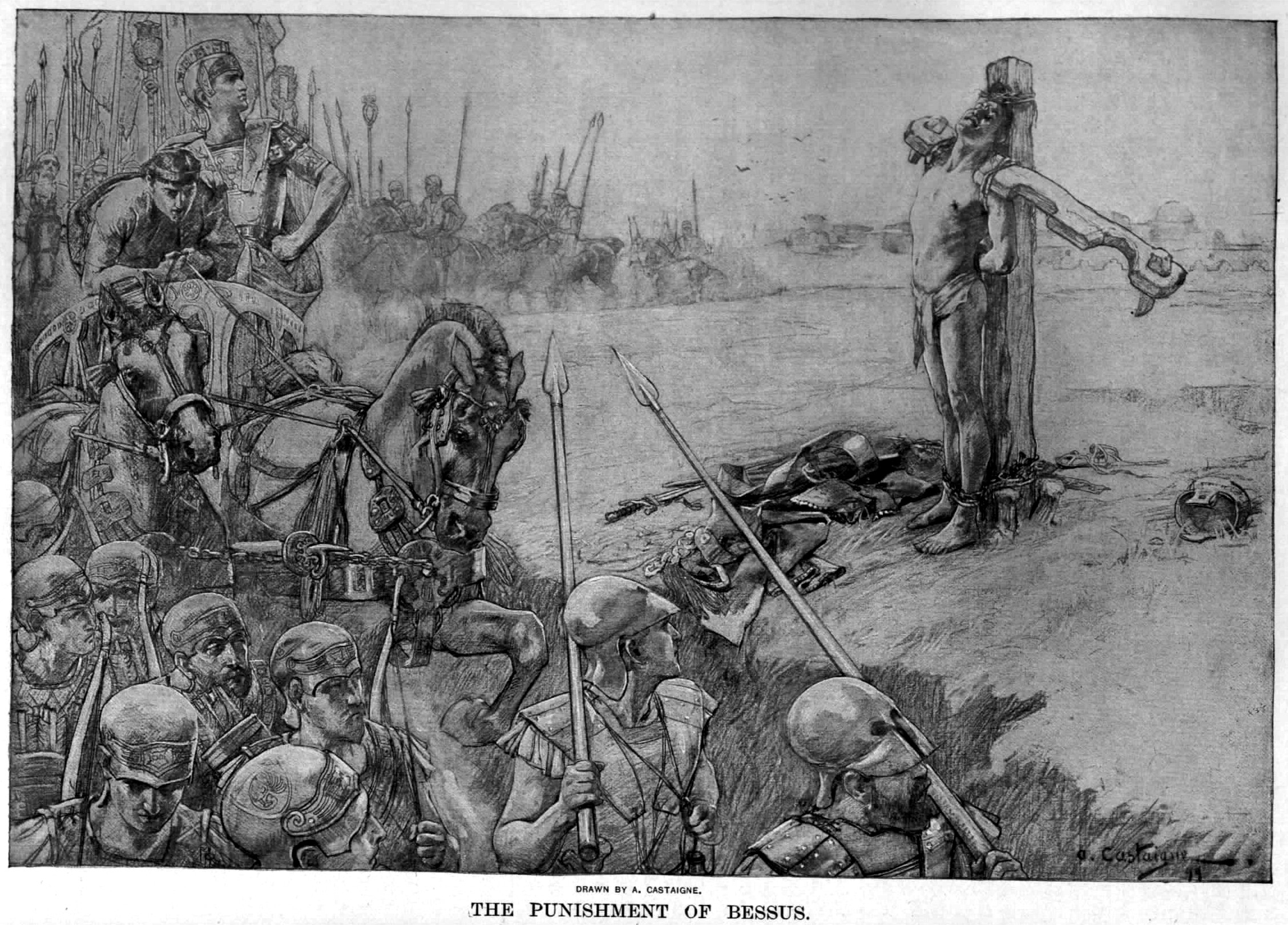
Kaźń Bessosa w ilustracji André Castaigne’a

Bessos (zm. 329 p.n.e.) – krewny perskiego króla Dariusza III oraz satrapa Baktrii i Sogdiany. 
Po bitwie pod Gaugamelą, w której Persowie zostali pokonani przez Aleksandra Macedońskiego, zdradziecko uwięził Dariusza z zamiarem przekazania go Macedończykom. Sam ogłosił się królem Persji i rozpoczął rządy jako Artakserkses V.
Wobec rozkazu Aleksandra, by mimo pojmania Dariusza nadal prowadzić pościg za Persami, spiskowcy z Bessosem śmiertelnie zranili Dariusza i porzucili go w pobliżu baktryjskiej miejscowości  Hekatompylos (dzis. Szahr-e Ghumes w Iranie).
W 329 r. p.n.e. został zdradziecko pojmany przez swoich ludzi i oddany w ręce Macedończyków. Starożytni autorzy podają różne wersje śmierci Bessosa. Kurcjusz Rufus podaje, że Aleksander kazał obciąć mu nos i uszy, czym wzorował się na królach Persji (podobnie postąpił Dariusz I ze swoim wrogiem – uzurpatorem Fraortesem) i kazał ukrzyżować go w miejscu, gdzie Bessos porzucił swego umierającego króla. Według Arriana uzurpatorowi ucięto nos i uszy, po czym odwieziono do Ekbatany i stracono w obliczu tłumu Medów i Persów (szczegółów kaźni jednak nie podano). Plutarch mówi o „rozerwaniu go żywcem na części przez przywiązanie do dwóch napiętych drzew”. Diodor Sycylijski pisze o "pocięciu ciała Bessosa i rozrzuceniu jego szczątków za pomocą proc".
Chociaż jako baktryjski satrapa Bessos-Artakserkses V był kolejnym po Dariuszu pretendentem do tronu perskiego, historycy nie uznają go za prawowitego władcę. W tym czasie właściwa Persja była podbita przez Aleksandra Macedońskiego, a obszar rządów Bessosa ograniczony do kilku luźno związanych plemion baktryjskich.